# Bamses Venner
I Bamses Venner sono stati un gruppo musicale danese attivo dal 1973 al 2011.

## Storia
Hanno rappresentato la Danimarca all'Eurovision Song Contest 1980 con la canzone Tænker altid på dig classificandosi al quattordicesimo posto.
Il gruppo era guidato dal cantante e bassista Flemming Jørgensen, deceduto nel gennaio 2011 dopo un arresto cardiaco. Dopo la morte di Jørgensen, gli altri membri del gruppo hanno deciso di non proseguire nel percorso musicale insieme.

## Discografia parziale

### Album
- Bamses Venner (1975)
- Mælk og vin (1976)
- Sutsko! (1977)
- Din sang (1977)
- B & V (1978)
- Solen skinner (1979)
- Sådan set (1980)
- Bamse life I (1980)
- Bamse life II (1980)
- Spor 8 (1981)
- Har du lyst (1983)
- Op og ned (1985)
- Rockcreme (1986)
- Lige nu! (1987)
- 1988 (1988)
- En helt almindelig mand (1989)
- 16 (1990)
- Lyseblå dage (1991)
- Forår (1992)
- Vidt omkring... (1993)
- Vidt omkring (1993)
- Lidt for mig selv (1994)
- Jul på vimmersvej (1995)
- Drenge (1996)
- Mig og mine Venner (1998)
- Brødrene Mortensens jul (1998)
- Stand by me (1999)
- For altid (2000)
- Always on my mind (2001)